# ワイアケア
ワイアケア（英語: Waiakea）は米国ハワイ州ハワイ島東部のヒロ地区にある古代の区画に基づく地名で、ヒロ湾に面した初期の集落であった。
この名前はハワイ語で「広大な水域」を意味するワイア・ケア（Waia kea）に由来する。現在ヒロ湾と呼ばれているのは、以前はワイアケア湾と呼ばれていた。ワイアケアには多くの人が住み、独自の学校があった。それは何キロメートルも伸び、マウナロア山の斜面にあるワイアケア・ウカ（Waiakea-Uka）で終る。ワイケアケア・ウカには、スイス風シャトーを含む多くの高価な家がある。ワイアケア・ウカにはいくつかの牧場があり、州の森林保護区もある。
ワイアケアには複合施設として、ワイアケアアエナ小学校、ワイアケア小学校、ワイアケア中学校、ワイアケア高校の4つの学校があり、これはヒロの町のダウンタウン近くのワイアヌエヌエ通りにある小学校、中学校、ヒロ高校に対している。
ワイアケア川（Waiākea Stream）は、マウナロア山の斜面（北緯19度37分57秒 西経155度10分41秒 / 北緯19.63250度 西経155.17806度）から発して、標高わずか3.0メートルのワイアケア池（北緯19度42分53秒 西経155度4分35秒 / 北緯19.71472度 西経155.07639度）に流れ入り、そこからすぐヒロ湾へそそぐ。

## 歴史

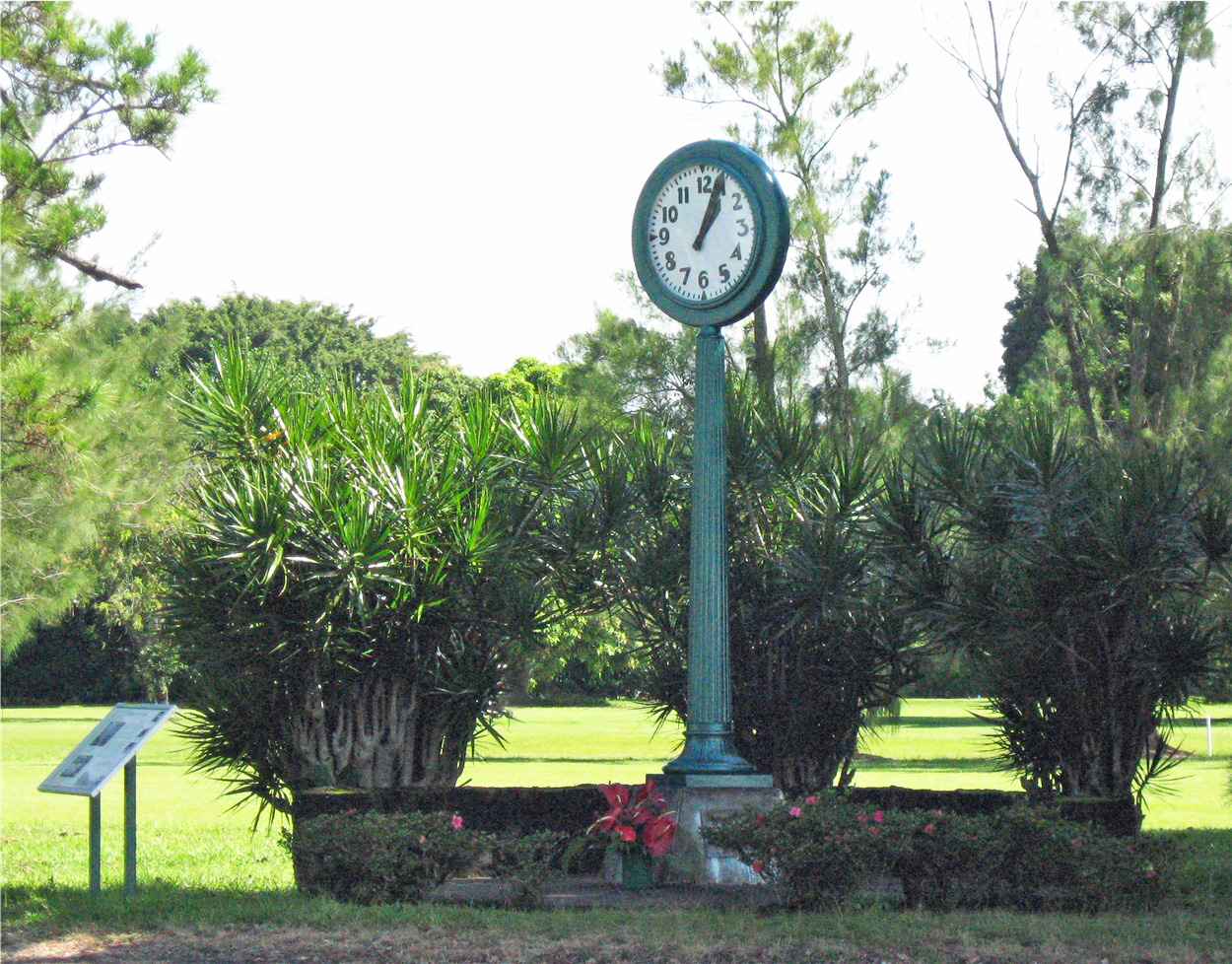
1960年チリ地震よる津波の記念碑

イギリスの宣教師ウィリアム・エリス（William Ellis）が1823年に訪問した時、ワイアケアはヒロ湾の主要な入植地であった。ワイアケア・ミッション（Waiakea Mission＝現在のハイリ教会）は、1824年に設立されたハワイ島東部の最初の教会である。マウナロア山のいくつかの噴火（1984年の最近の噴火）がこの地域を脅かされてきた。津波はワイアケア・カイを（海岸沿い）を破壊し、1946年と1960年には最大の津波であった。がれきの中に立つ時計は、1960年5月22日のチリ地震よる津波で停止した時計の正確な時刻に設定されており、記念碑となっている。